# 小行星8531
小行星8531（英語：8531 Mineosaito）是一颗围绕太阳公转的小行星。1992年11月16日，圓舘金、渡邊和郎在北见发现了此天体。
这颗小行星的绝对星等为284.18127等。